# Лёгочный ствол
Лёгочный ствол [truncus pulmonalis (PNA), a. pulmonalis (JNA, BNA); син.: легочная артерия, артериальная вена Галена] — один из крупнейших по диаметру (26—30 мм) кровеносных сосудов человека. Артерия, несущая венозную кровь из правого желудочка сердца в легкие, являющаяся начальным звеном малого, или легочного, круга кровообращения. Начинается из правого желудочка. Расположен
спереди от аорты и верхней полой вены, справа от ушка левого предсердия. Направляется назад, на уровне 4-го грудного позвонка делится на левую и правую лёгочные артерии.

## Структура
Лёгочные артерии — это кровеносные сосуды, которые несут кровь от правой стороны сердца до капилляров легких. Несущая кровь, в отличие от других артерий, не содержит кислорода («дезоксигенированного»). Основные лёгочные артерии выходят из правой части сердца, и они разделяются на более мелкие артерии, которые постепенно делятся и становятся меньше, пока не станут артериолами и, в конечном итоге, капиллярами.

### Основные лёгочные артерии
В порядке кровотока лёгочные артерии начинаются как лёгочный ствол или главная лёгочная артерия. Основная лёгочная артерия начинается у основания правого желудочка. Он короткий и широкий - приблизительно 5 сантиметров в длину и 3 сантиметра в диаметре.
Основная лёгочная артерия расщепляется на правую и левую главные лёгочные артерии. Левая главная лёгочная артерия короче и несколько меньше правой, проходит горизонтально перед нисходящей аортой и левым бронхом до корня левого лёгкого. Вверху левая главная лёгочная артерия соединена с нисходящей аортой с помощью связочной артерии. 
Открытая лёгочная артерия (или лёгочный ствол) является круглым и расположен на вершине артериального конуса, близко к перегородке желудочка.

## Возрастные изменения
У детей бифуркация легочного ствола расположена выше, чем у взрослого, к моменту полового созревания увеличивается почти в три раза. Количество основных ветвей легочных артерий в легком у взрослых и детей одинаковое.

## Методы исследования
Основными методами диагностики являются электрокардиография, рентген, особенно с применением контрастных веществ, для распознавания некоторых видов патологии  используют томографию, рентгенокимографию.

## Патология
В клинической практике используют следующую классификацию патологических изменений лёгочного ствола и артерий: агенезия, гипоплазия, варианты отхождения, аберрантные сосуды, периферический стеноз, аневризма, тромбоз, повреждения, изменения сосудов при заболеваниях лёгких и сердца. К порокам развития относят агенезию (наблюдается полное отсутствие лёгочного столба, обычно сочетающееся с другими пороками сердца и крупных сосудов), гипоплазию, варианты отхождения.